# Henri Perrissol
Henri Barthélemy Marius Perrissol (ur. 16 grudnia 1909 w Cannes, zm. 4 kwietnia 1964 w Paryżu) – francuski żeglarz, olimpijczyk.
W regatach rozegranych podczas Letnich Igrzysk Olimpijskich 1948 wystąpił w klasie Swallow zajmując 9. pozycję. Załogę jachtu Red Indian tworzył z nim Jacques Lebrun.